# Thomas Gillier
Thomas Clemente Philippe Gillier Correa (Vitacura, 28 de mayo de 2004) es un futbolista profesional chileno, que juega como arquero. Actualmente milita en Montreal de la Major League Soccer.

## Trayectoria

### Universidad Católica
Comenzó sus inferiores en Universidad Católica a los 11 años a prueba y a los 12 fue inscrito en el fútbol joven. Tras la salida de Matías Dituro de Universidad Católica, el portero fue subido al primer equipo a mediados de 2023.
Su primera presentación fue en un partido amistoso contra River Plate de Argentina, donde el club cayó por la cuenta mínima. El 23 de febrero de 2024, Gillier debutó oficialmente contra Ñublense, por la primera fecha del torneo nacional, siendo titular en desmedro de Sebastián Pérez. El 5 de marzo de 2024, luego de ser titular en la liga local, debutó por copas internacionales en la caída de su equipo por 2 a 0 ante Coquimbo Unido, encuentro correspondiente a la Copa Sudamericana 2024.

## Selección nacional

### Selecciones menores
Gillier ha formado parte de varias citaciones en las selecciones menores de la selección chilena. Su primer llamado fue para el Campeonato Sudamericano Sub-15 de 2019.En 2022, fue nominado por la selección sub-20 para disputar Juegos Suramericanos de Paraguay,y al año siguiente para el Campeonato Sudamericano realizado en Colombia.

#### Participaciones en Sudamericanos
| Competencia                  | Sede     | Resultado    | PJ | Goles |
| ---------------------------- | -------- | ------------ | -- | ----- |
| Juegos Suramericanos de 2022 | Paraguay | Primera fase | 2  | -2    |

## Estadísticas

### Clubes
| Club                         | Div.          | Temporada     | Liga  | Liga  | Copas nacionales | Copas nacionales | Copas internacionales | Copas internacionales | Total | Total |
| Club                         | Div.          | Temporada     | Part. | Goles | Part.            | Goles            | Part.                 | Goles                 | Part. | Goles |
| ---------------------------- | ------------- | ------------- | ----- | ----- | ---------------- | ---------------- | --------------------- | --------------------- | ----- | ----- |
| Universidad Católica · Chile | 1.ª           | 2024          | 20    | -24   | 3                | -3               | 1                     | -2                    | 24    | -29   |
| Universidad Católica · Chile | 1.ª           | 2025          | 0     | 0     | 2                | -2               | 0                     | 0                     | 2     | -2    |
| Universidad Católica · Chile | Total club    | Total club    | 20    | -24   | 5                | -5               | 1                     | -2                    | 26    | -31   |
| Total carrera                | Total carrera | Total carrera | 20    | -24   | 5                | -5               | 1                     | -2                    | 26    | -31   |
| 1. 2. 3.                     |               |               |       |       |                  |                  |                       |                       |       |       |

### Selecciones
| Selección      | Temporada     | Amistosos | Amistosos | Sudamérica | Sudamérica | Mundial | Mundial | Total | Total |
| Selección      | Temporada     | Part.     | Goles     | Part.      | Goles      | Part.   | Goles   | Part. | Goles |
| -------------- | ------------- | --------- | --------- | ---------- | ---------- | ------- | ------- | ----- | ----- |
| Sub-20 · Chile | 2023          | 1         | -2        | 2          | -2         | —       | —       | 3     | -4    |
| Sub-20 · Chile | Total         | 1         | -2        | 2          | -2         | 0       | 0       | 3     | -4    |
| Total carrera  | Total carrera | 1         | -2        | 2          | -2         | 0       | 0       | 3     | -4    |
| 1.             |               |           |           |            |            |         |         |       |       |